# Wilhelm von Thoma
Wilhelm Josef Ritter von Thoma (ur. 11 listopada 1891 w Dachau, zm. 30 kwietnia 1948 w Söcking) – niemiecki oficer, pełniący służbę podczas I wojny światowej, hiszpańskiej wojny domowej i II wojny światowej. Podczas tej ostatniej, od 1941 roku był dowódcą 17 i 20 Dywizji Pancernej (niem. Panzer-Division). Karierę wojskową zakończył ze stopniem generała wojsk pancernych (niem. General der Panzertruppe).

## Życiorys
Od 2 września do 3 listopada 1942 był dowódcą Afrika Korps, a od 24 października niemiecko-włoskiej Panzerarmee Afrika. Gdy 4 listopada podczas II bitwy pod El Alamein w Egipcie jego czołg został kilkukrotnie trafiony – von Thoma wyskoczył z niego i stanął spokojnie wśród płomieni palącego się paliwa i ciał niemieckich żołnierzy na niewielkim wzgórzu, gdzie został wzięty do niewoli. Generał Erwin Rommel był później zdania, że von Thoma prawdopodobnie szukał śmierci w walce. Spekuluje się także, że świadomie poddał się Brytyjczykom. Jeszcze w tym samym dniu von Thoma przy kolacji z gen. B. Montgomerym omawiał przebieg walki.
Następnie trafił do „obozu dla generałów” w Trent Park. W niewoli spędził resztę wojny pozostając w znakomitych stosunkach z Anglikami, z którymi dyskutował o próbach Wunderwaffe na poligonie wojskowym w Kummersdorfie (gmina Am Mellensee). W lipcu 1945 przeszedł amputację nogi, lecz zaopatrzono go w protezę. 25 listopada 1947 został zwolniony.
Zmarł w Söcking (obecnie dzielnica Starnbergu), kilka miesięcy po powrocie do Niemiec.
Jest mi wstyd być oficerem – tak miał skomentować niemieckie zbrodnie wojenne w Rosji, których był świadkiem. Nie był członkiem NSDAP.

## Odznaczenia
- Krzyż Żelazny II Klasy (17 października 1914)[3]
- Order Zasługi Wojskowej (Bawaria) (16 listopada 1914)[3]
- Krzyż Żelazny I Klasy (3 czerwca 1915)[3]
- Krzyż Zasługi Wojskowej (Austria) (5 kwietnia 1916)[3]
- Order Maksymiliana Józefa (5 lipca 1916)[3]
- Srebrna Odznaka za Rany (22 listopada 1916)[3]
- Krzyż Honorowy dla Walczących na Froncie[3]
- Medalla de la Campaña Española 1936−1939 – Hiszpania (1939)[3]
- Medal Wojskowy (Hiszpania) (1939)[3]
- Odznaka Wojsk Pancernych Legionu Condor (19 maja 1939)[3]
- Złoty Krzyż Hiszpanii z Mieczami i Brylantami (6 czerwca 1939)[3]
- Okucie Ponownego Nadania Krzyża Żelaznego II Klasy (1939)[3]
- Okucie Ponownego Nadania Krzyża Żelaznego I Klasy (1939)[3]
- Krzyż Rycerski Krzyża Żelaznego (31 grudnia 1941)[3]
- Medal za Kampanię Zimową na Wschodzie 1941/1942[3]
- Odznaka za Służbę Wojskową[3]
  - IV Klasy
  - III Klasy
  - II Klasy
  - I Klasy